# Bisdom Mercedes

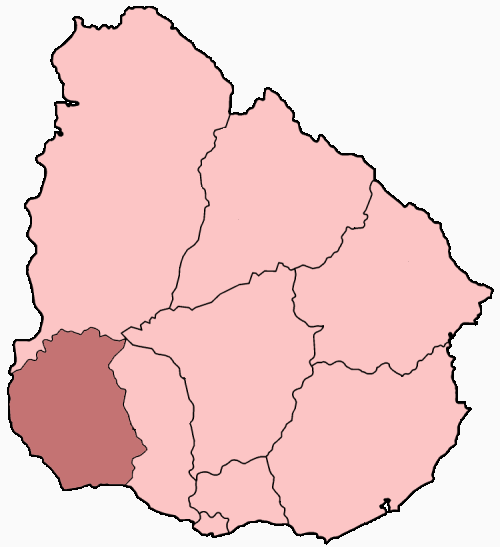
Het bisdom Mercedes binnen Uruguay

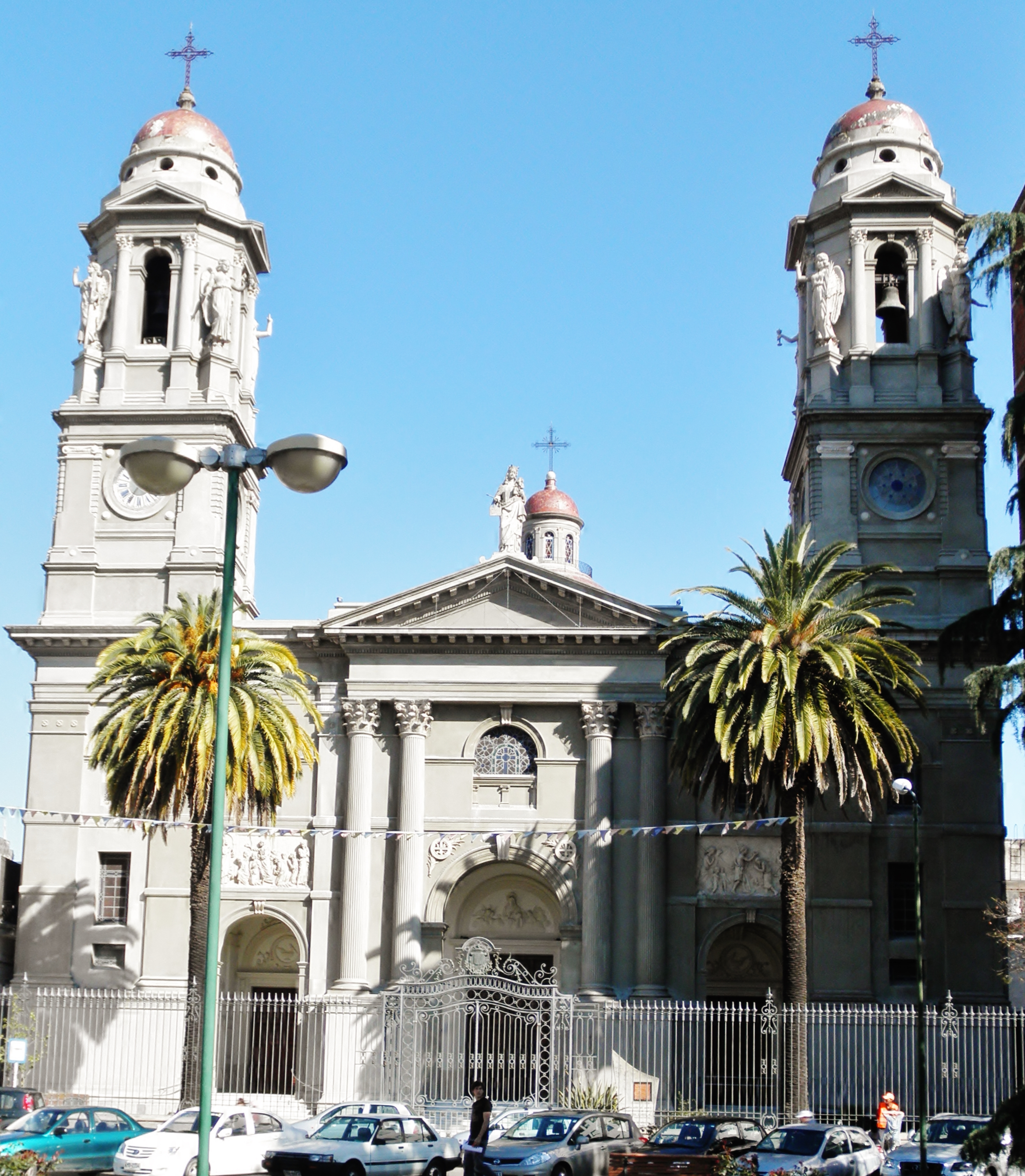
Kathedraal Nuestra Señora de las Mercedes in Mercedes

Het bisdom Mercedes (Latijn: Dioecesis Mercedaniana) is een rooms-katholiek bisdom met als zetel Mercedes in Uruguay. Het bisdom is suffragaan aan het aartsbisdom Montevideo. Het bisdom werd opgericht in 1960.
In 2019 telde het bisdom 19 parochies. Het bisdom heeft een oppervlakte van 15.000 km² en telde in 2019 219.860 inwoners waarvan 81,7% rooms-katholiek was. 

## Bisschoppen
- Enrico Lorenzo Cabrera Urdangarin (1960-1974)
- Andrés María Rubio Garcia, S.D.B. (1975-1995)
- Carlos María Collazzi Irazábal, S.D.B. (1995-)